# Det Tyrrhenske Hav
 Der er for få eller ingen kildehenvisninger i denne artikel, hvilket er et problem. Du kan hjælpe ved at angive troværdige kilder til de påstande, som fremføres i artiklen.

Tyrrhenske hav er den del af Middelhavet, der afgrænses af det italienske fastland, Korsika, Sardinien og Sicilien. Største havdybde er 3.785 meter.
Der ligger en del mindre øer i det Tyrrhenske Hav. Ud for Toscanas kyst ligger således:
- Gorgona
- Capraia
- Elba
- Pianosa
- Giglio
- Giannutri
- Montecristo

Ud for Lazio's kyst ligger øgruppen, Pontinske øer, bestående af øerne:
- Ponza
- Gavi
- Palmarola
- Zannone
- Ventotene
- Santo Stefano

Ud for Campania's kyst ligger øerne:
- Procida
- Vivara
- Ischia
- Capri

Nord for Siciliens kyst ligger følgende øer, hvoraf de syv første udgør øgruppen Æoliske øer:
- Alicudi
- Filicudi
- Lipari
- Panarea
- Salina
- Stromboli
- Vulcano
- Ustica

40°N 12°Ø / 40°N 12°Ø